# Cultura di Poltavka

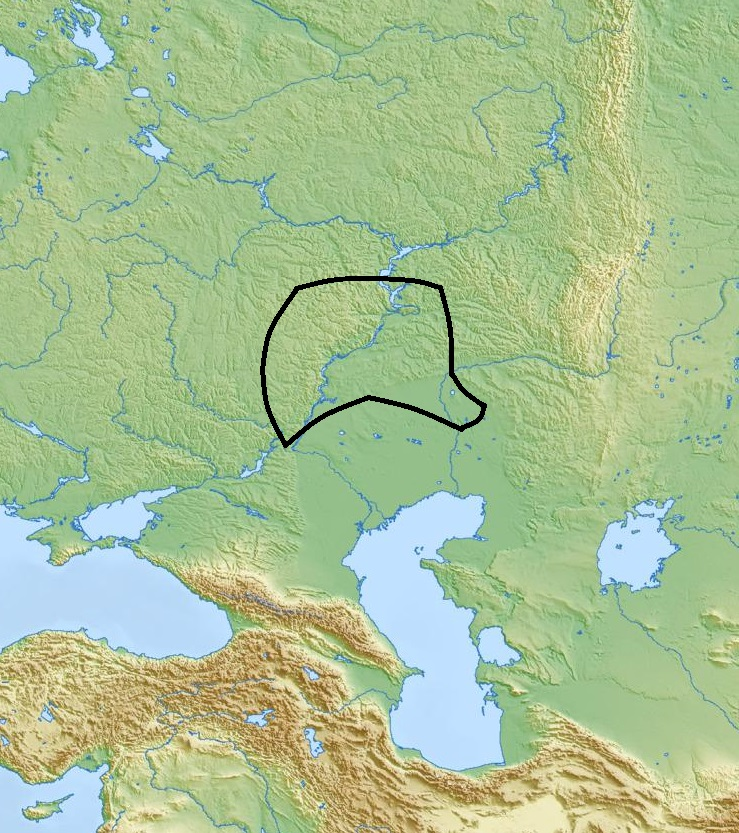
Estensione della cultura di Poltavka

La cultura di Poltavka (2700 a.C. - 2100 a.C.), è una cultura archeologica iniziata nella media Età del bronzo, situata nel medio Volga, nella regione dove il canale Volga-Don incontra l'ansa del fiume Samara, estendendosi fino all'area nord-occidentale dell'odierno Kazakistan lungo la valle del fiume Samara, fino a ovest di Orenburg.
Con la cultura delle catacombe, è successiva alla cultura di Jamna. Si pensa sia stata una delle prime manifestazioni della successiva cultura di Srubna. Ci sono prove anche dall'influenza della cultura Majkop a sud.
I pochi elementi che possono distinguerla dalla cultura di Jamna consistono in una marcata differenziazione delle ceramiche e una maggiore elaborazione degli oggetti metallici. L'inumazione nei tumuli continuò, ma con un ridotto uso di ocra.
È anche denominata "cultura antica di Srubna" o Cultura di Potapovka. Presumibilmente era una cultura proto-indoiranica.